# 拱桥
拱橋是指以拱作为主要承重结构的桥樑。

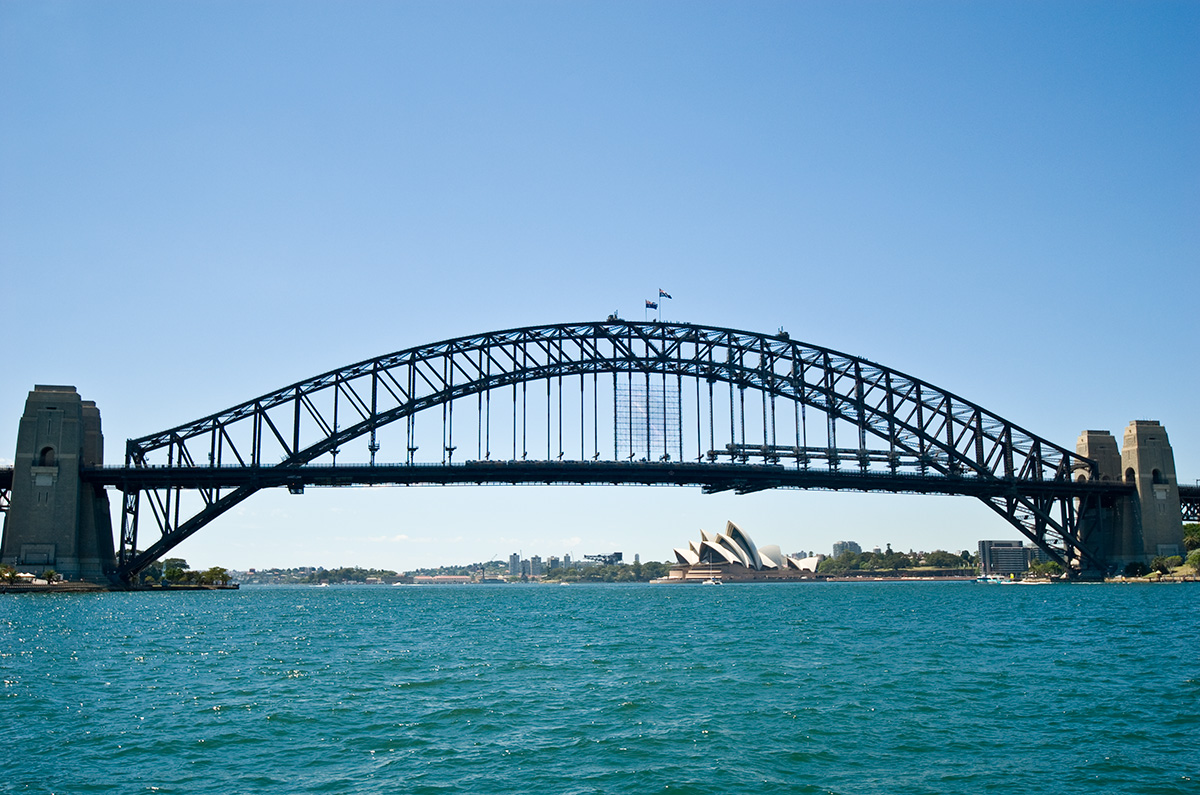
雪梨港灣大橋

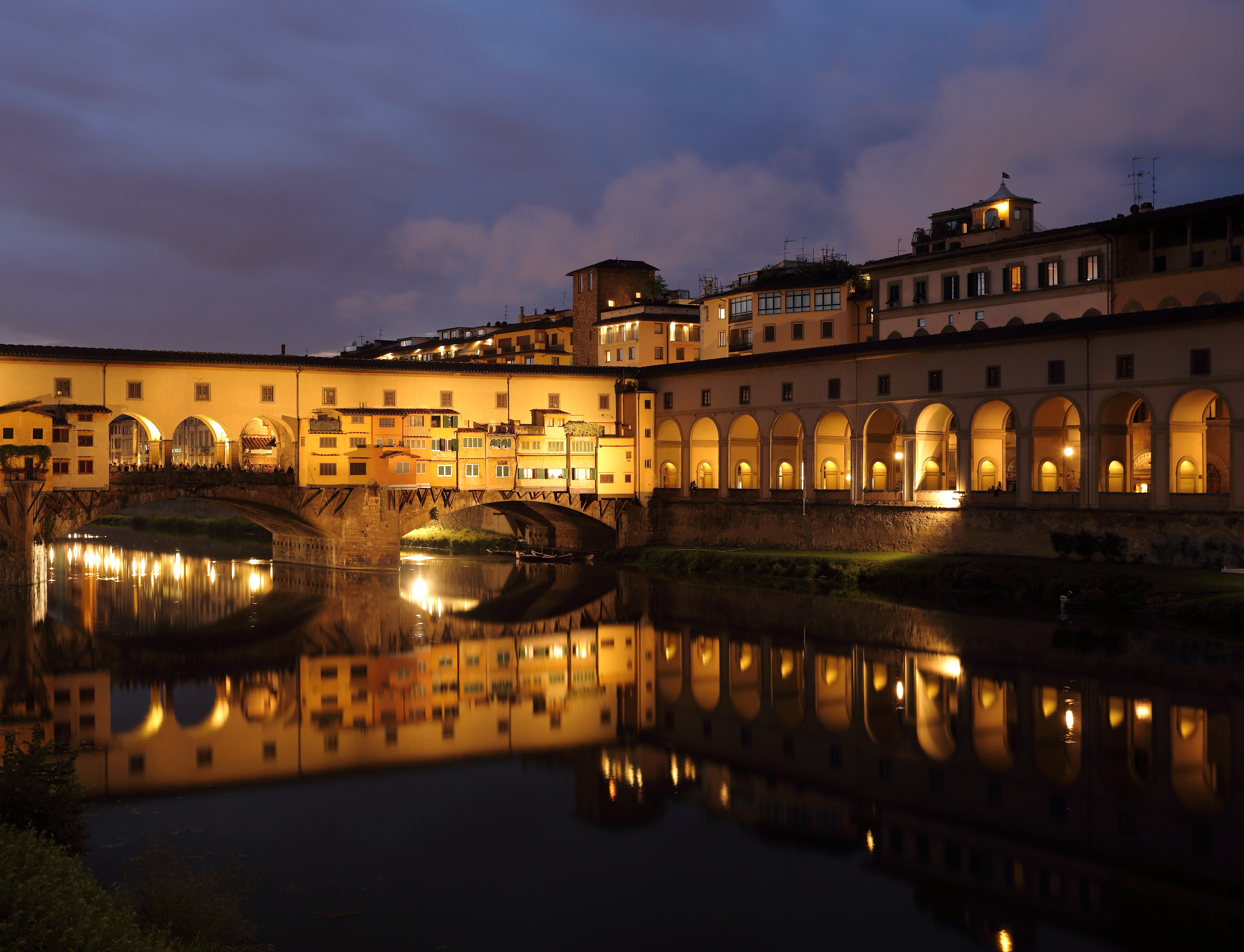
位於義大利佛羅倫斯阿諾河上的老橋

在最早出现的拱橋是石拱桥，藉著類似梯形石頭的小單位，將橋本身的重量和加諸其上的載重，水平傳遞到兩端的橋墩。各個小單位互相推擠時，同時也增加了橋體本身的強度。近现代的拱桥则更多的使用混凝土或钢材建造。
現存最早的石拱橋是約公元前1300年前的邁錫尼文明的Arkadiko bridge；最早並還在使用的石拱桥則是前850年的卡雷凡橋。
有些高速公路或是較長的橋可能由好幾段拱橋連接而成，雖然現在已經有其他更符合經濟成本的結構可供選擇。歷史上著名的拱桥包括羅馬的输水道系統、中国建于隋朝的趙州橋。

## 外部連結
- NOVA Online - Super Bridge - Arch Bridges （页面存档备份，存于）